# Ezequiel Andreoli
Ezequiel Andreoli (Haedo, partido de Morón, Gran Buenos Aires, 25 de marzo de 1978) es un exfutbolista argentino. Jugaba de defensa o volante defensivo y su último equipo fue el Sarmiento de Leones del Torneo Argentino B de Argentina.

## Clubes
| Club                    | País      | Año       |
| ----------------------- | --------- | --------- |
| Huracán                 | Argentina | 1998      |
| Banfield                | Argentina | 2000-2001 |
| Independiente Rivadavia | Argentina | 2001-2002 |
| Tigre                   | Argentina | 2003      |
| Huachipato              | Chile     | 2003-2004 |
| All Boys                | Argentina | 2004      |
| The Strongest           | Bolivia   | 2005      |
| Atlanta                 | Argentina | 2005-2006 |
| Sport Boys              | Perú      | 2006-2007 |
| Juan Aurich             | Perú      | 2008      |
| Temperley               | Argentina | 2009-2011 |
| Sarmiento (Leones)      | Argentina | 2011-2012 |

## Palmarés
| Título               | Club     | País      | Año     |
| -------------------- | -------- | --------- | ------- |
| Primera "B" Nacional | Banfield | Argentina | 2000-01 |